# Maťo Homola
Maťo Homola  (Pozsony, 1994. július 19. –)  szlovák autóversenyző, a TCR Európa-kupában a Janík Motorsport színeiben indul. Korábban versenyzett a Túraautó-Európa-bajnokság mezőnyében - ahol két alkalommal lett az S2000-es kategória második helyezettje -, a TCR nemzetközi sorozat mezőnyében, a Túraautó-világkupában, valamint 2015-ben megejtette a Campos Racing Chevroletjével debütálását a WTCC-ben is.

## Pályafutása
Autóversenyzői pályafutását 2012-ben kezdte meg, ekkor négy versenyhétvégén szerepelt az ETCC-ben egy BMW 320si-vel - igaz ebből technikai okokból csak két versenyen tudott részt venni - és két dobogót szerzett az S2000-es kategóriában. 2013-ra is maradt a sorozatban a BMW-vel és ő vált Petr Fulín legfőbb kihívójává a bajnoki harcban, azonban nem sikerült legyőznie honfitársát, a szezon során három győzelmet, négy második, illetve egy harmadik helyet szerzett, összességében 74 pontot gyűjtött. 2014-re tovább javult a teljesítménye, noha a szezon balszerencsésen kezdődött számára, hiszen a szezon első hétvégéjén a Paul Ricardon nullázott, az első futamon kiesett, a másodikon pedig nem tudott részt venni, a szezon  további 8 versenyén a második helynél rosszabb pozícióban nem végzett - 7 alkalommal lett második, egyszer pedig győzni tudott, pont a hazai hétvégéjének zárófutamán, a Slovakiaringen. Összességében a szezon során 93 pontot gyűjtött, de így sem volt esélye az 1.6T-s Chevrolet Cruze-t vezető orosz Nyikolaj Karamisev ellen, így végül ismét második lett a tabellán. Homola a BMW-t 2015-re egy SEAT Leónra váltotta, ezúttal viszont lecsúszott a bajnoki tabella dobogójáról, a negyedik helyen zárta az évet 77 ponttal, miután az utolsó fordulóban mindkét futamon nullázott, így Andreas Pfister egy ponttal megelőzte.
2015-ben a jó szereplésnek köszönhetően a Campos Racing megadta a lehetőséget Homolának WTCC-ben a hazai nagydíján, a nyitófutamon a 13. a zárófutamon pedig a 15. lett.
2016-ban Homola szériát váltott, a TCR nemzetközi sorozat mezőnyének lett tagja, méghozzá a magyar B3 Racing csapatának versenyzőjeként vezetett egy SEAT León TCR gépet. A szlovák versenyző összességében megbízható teljesítményt nyújtott, háromszor állhatott a dobogóra, egyszer nyert, egyszer második illetve egyszer pedig a harmadik helyen végzett - valamint a szezon során egy pole-pozíciót is szerzett -, 175 pontot gyűjtött a szezon során, ami az végelszámolásnál az 5. pozíciót jelentette számára. 2017-ben csapatot és márkát is váltott, a belga DG Sport Compétition színeiben egy Opel Astrát vezetett. A szezon első felében a csapat nehézségekkel küzdött, ugyan Bahreinben az első sorba kvalifikálta magát a két autó - Homoláé lett a pole, Pierre-Yves Corthals pedig a második lett - az első futamon elért pontokra egészen a hetedik fordulóig várnia kellett Homolának. A szezon későbbi felében még kétszer állhatott fel az első rajtkockába, győznie azonban nem sikerült, kétszer lett második, az év végén pedig 80 ponttal a 11. lett a bajnokságban.
2018-ra a WTCC és a TCR nemzetközi sorozat összeolvadt, Homola pedig maradt a DG Sport Compétition színeiben, a csapat az Opelt két Peugeot 308-asra cserélte. Az évad során Homola teljesítménye elmaradt a viszonylag kevés rutinnal rendelkező csapattársától, Aurélien Comtettól, azonban így is szerzett egy futamgyőzelmet a kaotikus hétvégét hozó Vila Realban. 48 egységet gyűjtve a 18. lett a pontversenyben.
2019-ben a TCR Európa-kupa mezőnyében sikerült helyet találnia magának a Target Competition csapatával sikerült megállapodnia. Az évadot egy győzelemmel kezdte a Hungaroringen, azonban ezt követően a szezon során többször már nem állt dobogóra, a szezon nagy részében a középmezőnyben versenyzett, végül 194 ponttal a 8. helyen zárta az évet.

## Eredményei

### Teljes ETCC-s eredménysorozata
| Év   | Csapat            | Autó                | Kategória          | 1   | 1   | 2   | 2   | 3   | 3   | 4   | 4   | 5   | 5   | 6   | 6   | Helyezés | Pont |
| 2012 | Homola Motorsport | BMW 320si           | S2000              | MNZ | MNZ | SVK | SVK | SAL | SAL | IMO | IMO |     |     |     |     | 9.       | 12   |
| ---- | ----------------- | ------------------- | ------------------ | --- | --- | --- | --- | --- | --- | --- | --- | --- | --- | --- | --- | -------- | ---- |
| 2012 | Homola Motorsport | BMW 320si           | S2000              |     |     | 5   | 5   | Ni  | Ni  |     |     |     |     |     |     | 9.       | 12   |
| 2013 | Homola Motorsport | BMW 320si           | S2000              | MNZ | MNZ | SVK | SVK | SAL | SAL | PER | PER | BRN | BRN |     |     | 2.       | 74   |
| 2013 | Homola Motorsport | BMW 320si           | S2000              | Ki2 | 17  | 2   | 1   | 63  | 6   | 3   | 1   | 2   | 2   |     |     | 2.       | 74   |
| 2014 | Homola Motorsport | BMW 320 TC          | S2000 - TC2 Turbo  | LEC | LEC | SVK | SVK | SAL | SAL | SPA | SPA | PER | PER |     |     | 2.       | 93   |
| 2014 | Homola Motorsport | BMW 320 TC          | S2000 - TC2 Turbo  | Ki  | Ni  | 91  | 1   | 2   | 2   | 2   | 3   | 2   | 2   |     |     | 2.       | 93   |
| 2015 | Homola Motorsport | SEAT León Cup Racer | Single-Make Trophy | HUN | HUN | SVK | SVK | LEC | LEC | BRN | BRN | ZOL | ZOL | PER | PER | 4.       | 77   |
| 2015 | Homola Motorsport | SEAT León Cup Racer | Single-Make Trophy | Ki  | 5   | 2   | 3   | 73  | 3   | 1   | 2   | 1   | 3   | Ki2 | Ni  | 4.       | 77   |

### Teljes WTCC-s eredménysorozata
|  |  |  |  |  |  |  |  |  |  | 13 | 15 |  |  |  |  |  |  |  |  |  |  |  |  |

### Teljes TCR nemzetközi sorozat eredménylistája
| Év   | Csapat                 | Autó           | 1   | 1   | 2   | 2   | 3   | 3   | 4   | 4   | 5   | 5   | 6   | 6   | 7   | 7   | 8    | 8   | 9   | 9   | 10  | 10  | 11  | 11  | Helyezés | Pont |
| 2016 | B3 Racing Team Hungary | SEAT León TCR  | BHR | BHR | POR | POR | BEL | BEL | ITA | ITA | AUT | AUT | GER | GER | RUS | RUS | THA  | THA | SIN | SIN | MAL | MAL | MAC | MAC | 5.       | 175  |
| ---- | ---------------------- | -------------- | --- | --- | --- | --- | --- | --- | --- | --- | --- | --- | --- | --- | --- | --- | ---- | --- | --- | --- | --- | --- | --- | --- | -------- | ---- |
| 2016 | B3 Racing Team Hungary | SEAT León TCR  | 8   | 11  | 41  | 8   | 4   | 4   | 5   | 2   | 3   | 5   | 12  | 5   | 9   | 9   | Ki5  | 10  | 42  | 5   | 105 | 16  | Ki  | Ni  | 5.       | 175  |
| 2017 | DG Sport Compétition   | Opel Astra TCR | GEO | GEO | BHR | BHR | BEL | BEL | ITA | ITA | AUT | AUT | HUN | HUN | GER | GER | THA  | THA | CHN | CHN | UAE | UAE |     |     | 11.      | 80   |
| 2017 | DG Sport Compétition   | Opel Astra TCR | 11  | Ki  | 131 | 13  | 24  | Ki  | 75  | 6   | 21  | 10  | 10  | 12  | 7   | 2   | 22†1 | 9   | Ki  | Ki  | 8   | Ki  |     |     | 11.      | 80   |

† A versenyt nem fejezte be, de helyezését értékelték, mert a versenytáv több, mint 75%-át teljesítette.

### Teljes WTCR-es eredménysorozata
| Ki | 12 | 13 | 20 | Hn | 20 | 14 | 14 | 15 | 18 | 18 | 16 | 12 | 1 | 5 | 14 | 17 | 11 | 17 | 16 | 18 | Ki | Ki | Ki | 7 | 20 | 15 | 10 | 17 | 12 |

### Teljes TCR Európa-kupa eredménylistája
| Év   | Csapat             | Autó                  | 1   | 1   | 2   | 2   | 3    | 3   | 4   | 4   | 5    | 5   | 6   | 6   | 7   | 7   | Helyezés | Pont |
| 2019 | Target Competition | Hyundai i30 N TCR     | HUN | HUN | HOC | HOC | SPA  | SPA | RBR | RBR | OSC  | OSC | CAT | CAT | MNZ | MNZ | 8.       | 194  |
| ---- | ------------------ | --------------------- | --- | --- | --- | --- | ---- | --- | --- | --- | ---- | --- | --- | --- | --- | --- | -------- | ---- |
| 2019 | Target Competition | Hyundai i30 N TCR     | 1   | 11  | Ki  | Ki  | 7    | 2   | 9   | 6   | 6    | Ki  | 13  | 16  | 5   | 14  | 8.       | 194  |
| 2020 | BRC Racing Team    | Hyundai i30 N TCR     | LEC | LEC | ZOL | ZOL | MNZ  | MNZ | CAT | CAT | SPA  | SPA | JAR | JAR |     |     | 7.       | 202  |
| 2020 | BRC Racing Team    | Hyundai i30 N TCR     | 8   | 12  | 32  | 8   | 17†6 | 3   | 41  | 20  | 1510 | 12  | 3   | 12  |     |     | 7.       | 202  |
| 2021 | Janík Motorsport   | Hyundai i30 N TCR     | SVK | SVK | LEC | LEC | ZAN  | ZAN | SPA | SPA | NÜR  | NÜR | MNZ | MNZ | CAT | CAT | 13.      | 186  |
| 2021 | Janík Motorsport   | Hyundai i30 N TCR     | Ni  | 12  | 11  | 9   | 13   | 11  | 143 | 2   | 10   | Ki  | 69  | 1   | 13  | 7   | 13.      | 186  |
| 2022 | Janík Motorsport   | Hyundai Elantra N TCR | ALG | ALG | LEC | LEC | SPA  | SPA | NOR | NOR | NÜR  | NÜR | MNZ | MNZ | CAT | CAT | 14.      | 79   |
| 2022 | Janík Motorsport   | Hyundai Elantra N TCR | 12  | 18  | 18  | 18  | Ki   | 2   | 6   | 9   | Ki   | T   |     |     |     |     | 14.      | 79   |

† A versenyt nem fejezte be, de helyezését értékelték, mert a versenytáv több, mint 75%-át teljesítette.

### Teljes TCR kelet-európai kupa eredménysorozata
| Év   | Csapat           | Autó                  | 1   | 1   | 2   | 2   | 3   | 3   | 4   | 4   | 5   | 5   | 6   | 6   | Helyezés | Pont |
| 2022 | Janík Motorsport | Hyundai Elantra N TCR | HUN | HUN | RBR | RBR | POZ | POZ | GRO | GRO | SVK | SVK | MOS | MOS | 6.       | 83   |
| ---- | ---------------- | --------------------- | --- | --- | --- | --- | --- | --- | --- | --- | --- | --- | --- | --- | -------- | ---- |
| 2022 | Janík Motorsport | Hyundai Elantra N TCR | 23  | 6   |     |     |     |     |     |     | 1   | 1   |     |     | 6.       | 83   |
| 2023 | Janík Motorsport | Hyundai Elantra N TCR | OSC | OSC | HUN | HUN | RBR | RBR | SVK | SVK | MOS | MOS | BRN | BRN | 1.       | 212  |
| 2023 | Janík Motorsport | Hyundai Elantra N TCR | 13  | 2   | 41  | 3   | 4   | 3   | 12  | 1   | 3   | 2   | 2   | 8   | 1.       | 212  |
| 2024 | Janík Motorsport | Hyundai Elantra N TCR | BAL | BAL | RBR | RBR | SVK | SVK | MOS | MOS | BRN | BRN | SAL | SAL | 1.       | 236  |
| 2024 | Janík Motorsport | Hyundai Elantra N TCR | 13  | 3   | 12  | 4   | 1   | 2   | 1   | 4   | 1   | 3   | 63  | 3   | 1.       | 236  |